# Equipo Unificado en los Juegos Olímpicos
Equipo Unificado fue la denominación que usó el Comité Olímpico Internacional para los equipos deportivos de las antiguas repúblicas de la Unión Soviética (excepto los países bálticos) en los Juegos Olímpicos de Albertville 1992 y en los Juegos Olímpicos de Barcelona 1992. El nombre oficial en francés fue Équipe Unifiée y el código del COI para identificar a estos deportistas es EUN.
El equipo en los Juegos Olímpicos de Verano de 1992 en Barcelona estuvo formado por atletas de doce de las quince ex repúblicas soviéticas. Obtuvieron en total 112 medallas: 45 de oro, 38 de plata y 29 de bronce.
En los Juegos Olímpicos de Invierno participó en la edición de Albertville 1992, consiguiendo un total de 23 medallas: 9 de oro, 6 de plata y 8 de bronce.

## Historia
Durante los Juegos Olímpicos de Invierno se usó la bandera olímpica en la ceremonia de apertura y en las ceremonias de entrega de medallas, y sonaba el himno olímpico cuando un deportista del Equipo Unificado conseguía una medalla de oro. Esto se repitió en los Juegos Olímpicos de Verano excepto con los deportistas individuales, que pese a que competían con el mismo uniforme, se izaba la bandera de su país de origen si ganaban una medalla y sonaba su himno cuando alcanzaban la de oro.
El equipo estuvo formado por deportistas de todas las antiguas repúblicas soviéticas exceptuando los estados bálticos:
| País         | Código COI (1994–) | Juegos de Invierno | Juegos de Verano |
| ------------ | ------------------ | ------------------ | ---------------- |
| Armenia      | ARM                | X                  | X                |
| Azerbaiyán   | AZE                |                    | X                |
| Bielorrusia  | BLR                | X                  | X                |
| Georgia      | GEO                |                    | X                |
| Kazajistán   | KAZ                | X                  | X                |
| Kirguistán   | KGZ                |                    | X                |
| Moldavia     | MDA                |                    | X                |
| Rusia        | RUS                | X                  | X                |
| Tayikistán   | TJK                |                    | X                |
| Turkmenistán | TKM                |                    | X                |
| Ucrania      | UKR                | X                  | X                |
| Uzbekistán   | UZB                | X                  | X                |

## Medalleros

### Por edición
| Evento         | Oro | Plata | Bronce | Total |
| -------------- | --- | ----- | ------ | ----- |
| Barcelona 1992 | 45  | 38    | 29     | 112   |
| TOTAL          | 45  | 38    | 29     | 112   |

| Evento           | Oro | Plata | Bronce | Total |
| ---------------- | --- | ----- | ------ | ----- |
| Albertville 1992 | 9   | 6     | 8      | 23    |
| TOTAL            | 9   | 6     | 8      | 23    |

### Por deporte
| Evento            | Oro | Plata | Bronce | Total |
| ----------------- | --- | ----- | ------ | ----- |
| Atletismo         | 7   | 11    | 3      | 21    |
| Baloncesto        | 1   | 0     | 0      | 1     |
| Balonmano         | 1   | 0     | 1      | 2     |
| Boxeo             | 0   | 1     | 1      | 2     |
| Esgrima           | 1   | 2     | 2      | 5     |
| Gimnasia          | 10  | 5     | 5      | 20    |
| Halterofilia      | 5   | 4     | 0      | 9     |
| Judo              | 2   | 0     | 2      | 4     |
| Lucha             | 6   | 5     | 5      | 16    |
| Natación          | 6   | 3     | 1      | 10    |
| Pentatlón moderno | 0   | 1     | 1      | 2     |
| Piragüismo        | 1   | 1     | 0      | 2     |
| Remo              | 0   | 0     | 1      | 1     |
| Saltos            | 0   | 2     | 1      | 3     |
| Tenis             | 0   | 0     | 2      | 2     |
| Tiro              | 5   | 2     | 1      | 8     |
| Tiro con arco     | 0   | 0     | 2      | 2     |
| Voleibol          | 0   | 1     | 0      | 1     |
| Waterpolo         | 0   | 0     | 1      | 1     |
| TOTAL             | 45  | 38    | 29     | 112   |

| Evento                  | Oro | Plata | Bronce | Total |
| ----------------------- | --- | ----- | ------ | ----- |
| Biatlón                 | 2   | 2     | 2      | 6     |
| Esquí acrobático        | 0   | 1     | 0      | 1     |
| Esquí de fondo          | 3   | 2     | 4      | 9     |
| Hockey sobre hielo      | 1   | 0     | 0      | 1     |
| Patinaje artístico      | 3   | 1     | 1      | 5     |
| Patinaje en pista corta | 0   | 0     | 1      | 1     |
| TOTAL                   | 9   | 6     | 8      | 23    |